# Film plàstic
El film plàstic o film transparent és un rotlle de plàstic que s'usa normalment per a segellar aliments en recipients a fi de mantenir-los frescos durant un període més llarg.
En el sector de l'embalatge plàstic, el film és, amb les ampolles i les bosses, el producte amb més pes específic.
El film es fabrica a partir dels residus del polietilè (PE) i el polipropilè (PP), els dos principals materials utilitzats.
Hi ha una àmplia quantitat d'aplicacions del film:
- Film estirable. Utilitzat per al recobriment de productes prèviament embalats o semiembalats com el cas de plates d'EPS per a productes frescos: fruita, verdura, carn, peix.
- Film paletitzable. Utilitzat per a l'embalatge de càrregues prèviament paletitzades.
- Film retràctil. Utilitzat per a l'embalatge i agrupament d'embalatges i altres productes com a premsa o revistes, així com per al condicionament el recipients.
- Film alveolar. El film plàstic de bombolles.

## Evolució
En els últims anys, el sector coneix una augmentació de la demanda, gràcies a dos factors fonamentals: la necessitat de seguretat en el transport de productes ha fet créixer la demanda per al film d'embalament, alveolar i retràctil. D'altra banda, les actuals tendències fan que guanyin més i més quota de mercat els productes embalats i més ben presentats el que ha augmentat considerablement l'ús de films estirables i retràctils com a element amb característiques higièniques i estètiques.
Els sectors que gaudeixen de major salut són el film estirable i el retràctil que van destinats en la seva majoria al consumidor final. Les empreses han investit grans esforços en els darrers anys per a afegir valor a aquests productes. En la major part dels casos, les seves activitats s'han destinat a millorar-ne la impressió, fins a aconseguir gammes de 6 i 8 tintes en impressió flexogràfica.